# Vilademí
Vilademí es una entidad de población española del municipio de Vilademúls, perteneciente a la provincia de Gerona, en la comunidad autónoma de Cataluña.

## Historia
Hacia mediados del siglo XIX, el lugar, ya por entonces perteneciente a Vilademúls, tenía contabilizada una población de cincuenta habitantes. Aparece descrito en el decimosexto y último volumen del Diccionario geográfico-estadístico-histórico de España y sus posesiones de Ultramar de Pascual Madoz con las siguientes palabras:

VILADEMI: l. en la prov., part. jud. y dióc. de Gerona (3 leg.), aud. terr. y c. g. de Barcelona, ayunt. de Vilademuls. sit. en una caolina, con buena ventilacion, y clima templado y sano, pero propenso á fiebres intermitentes. Tiene 20 casas y una igl. parr. (San Esteban) servida por un cura de ingreso, de provision real y ordinaria. El térm. confina N. Vilert; E. Vilavenut; S. Fontcuberta, y O. Santenis. El terreno es de buena calidad; le cruzan varios caminos locales. prod.: trigo, aceite y legumbres; cria ganado y caza menor. pobl.: 10 vec., 50 almas. cap. prod.: 432,000 rs. imp.: 10,800.
(Madoz, 1850, p. 65)

En 2022, tenía empadronados veintiún habitantes.